# كارول بافيلكا
كارول بافيلكا هو لاعب كرة قدم سلوفاكي في مركز الهجوم، ولد في 31 يوليو 1983 في بارتيزانسكى في سلوفاكيا. لعب مع نادي سبارتاك ترنافا.

## وصلات خارجية
- كارول بافيلكا على موقع قاعدة بيانات كرة القدم.إي يو (الإنجليزية)
- كارول بافيلكا على موقع Soccerway.com (الإنجليزية)